# De maanbergen
De maanbergen is het veertiende album uit de stripreeks Jugurtha van de Belgische tekenaar Franz Drappier en schrijver Jean-Luc Vernal. Het album werd in 1986 voor het eerst in het Nederlandse taalgebied uitgebracht.  Naast de gebruikelijke softcover editie verscheen dit album ook met harde kaft. 

## Verhaal
Aan de grenzen van het land van de Tutsi, liggen de maanbergen, een gebied waar Balsam de reus met de blanke huid heerst. Het gebied wordt bewaakt door angstaanjagend uitziende ruiters, die skeletmaskers dragen. Zij zorgen ervoor dat pottekijkers op een afstand blijven. 
Vania en Aïcha zijn met Kiheta, de dochter van Mwamia Nyzana, toegevoegd aan de groep vrouwen voor de grote  voorvader. Met hulp van Mozo de twa achtervolgt Jugurtha de vrouwen. Hij ontdekt een doorgang in de maanbergen en vindt Riella, die begeleid door een reus, door een doolhof van gangen in de bergen wordt gevoerd. De reus is Belor de zoon van Balsam. Het gangenstelsel eindigt bij een deur met een geheimzinnig mechaniek en een rituele tekst in oud-Egyptische hieroglyfen.
Jugurtha wordt ondekt en voor Kajar gebracht, de hoofdman van de bewakers die in Jugurtha iemand ziet waarmee hij zijn eigen plannen kan verwezenlijken. Samen gaat ze op onderzoek in de gangen.